# Promozione Calabria 1978-1979
Nella stagione 1978-1979 la Promozione era sesto livello del calcio italiano (il massimo livello regionale). Qui vi sono le statistiche relative al campionato in Calabria.
Il campionato è strutturato in vari gironi all'italiana su base regionale, gestiti dai Comitati Regionali di competenza. Promozioni alla categoria superiore e retrocessioni in quella inferiore non erano sempre omogenee; erano quantificate all'inizio del campionato dal Comitato Regionale secondo le direttive stabilite dalla Lega Nazionale Dilettanti, ma flessibili, in relazione al numero delle società retrocesse dal Campionato Interregionale e perciò, a seconda delle varie situazioni regionali, la fine del campionato poteva avere degli spareggi sia di promozione che di retrocessione.

## Squadre partecipanti
- F.C. Calcio Acri, Acri (CS)
- A.C. Bagnarese, Bagnara Calabra (RC)
- A.S. Bovalinese, Bovalino (RC)
- Pol. Cassano, Cassano all'Ionio (CS)
- Gioiese, Gioia Tauro (RC)
- La Sportiva Cariatese, Cariati (CS)
- A.C. Locri 1909, Locri (RC)
- A.C. Nuova Rosarnese, Rosarno (RC)
- U.S.D. Paolana, Paola (CS)

- A.S. Polistena, Polistena (RC)
- U.S. Praia, Praia a Mare (CS)
- S.S. Roccella, Roccella Ionica (RC)
- Pol. Rossanese, Rossano (CS)
- U.S. Soverato Frama, Soverato (CZ)
- Nuova Vibonese, Vibo Valentia
- F.C. Vigor Palmese, Palmi (RC)

## Classifica finale
|  | Pos. | Squadra               | Pt | G  | V  | N  | P  | GF | GS | DR  |
|  | ---- | --------------------- | -- | -- | -- | -- | -- | -- | -- | --- |
|  | 1.   | Rossanese             | 46 | 30 | 16 | 14 | 0  | 43 | 10 | +33 |
|  | 2.   | Nuova Rosarnese       | 44 | 30 | 18 | 8  | 4  | 45 | 25 | +20 |
|  | 3.   | Gioiese               | 34 | 30 | 12 | 10 | 8  | 40 | 33 | +7  |
|  | 4.   | La Sportiva Cariatese | 32 | 30 | 12 | 8  | 10 | 32 | 27 | +5  |
|  | 5.   | Roccella              | 30 | 30 | 9  | 12 | 9  | 25 | 24 | +1  |
|  | 5.   | Soverato Frama        | 30 | 30 | 10 | 10 | 10 | 25 | 22 | +3  |
|  | 7.   | Nuova Vibonese        | 29 | 30 | 10 | 9  | 11 | 29 | 30 | -1  |
|  | 8.   | Bovalinese            | 28 | 30 | 8  | 12 | 10 | 33 | 37 | -4  |
|  | 8.   | Acri                  | 28 | 30 | 10 | 8  | 12 | 27 | 33 | -6  |
|  | 10.  | Polistena             | 27 | 30 | 11 | 5  | 14 | 32 | 33 | -1  |
|  | 10.  | Cassano               | 27 | 30 | 9  | 9  | 12 | 28 | 32 | -4  |
|  | 10.  | Locri                 | 27 | 30 | 10 | 7  | 13 | 35 | 41 | -6  |
|  | 13.  | Bagnarese             | 26 | 30 | 8  | 10 | 12 | 32 | 39 | -7  |
|  | 14.  | Paolana               | 25 | 30 | 9  | 7  | 14 | 26 | 35 | -9  |
|  | 15.  | Praia                 | 24 | 30 | 5  | 14 | 11 | 18 | 25 | -7  |
|  | 16.  | Vigor Palmese         | 23 | 30 | 6  | 11 | 13 | 20 | 44 | -24 |